# Club Deportivo Binéfar
Maillots
Le Club Deportivo Binéfar, plus couramment abrégé en CD Binéfar, est un club espagnol de football fondé en 1922 et basé dans la ville de Binéfar de la province de Huesca.
Le club joue ses matchs à domicile au Stade de Los Olmos, doté de 1 250 places.

## Histoire
En 1922, un groupe d'amis amateurs de football décident de fonder le club (appelé à l'époque la Sociedad Cultural y Deportiva Binéfar), l'unique de la ville à l'époque.

## Stade
À partir de 1943, le club emménage au Stade El Segalar, doté de 5 000 places, et ce jusqu'en 2008, où le club occupe le Stade de Los Olmos de 1 250 places.

## Palmarès
| Compétitions nationales                                                                      |
| -------------------------------------------------------------------------------------------- |
| - Championnat d'Espagne D4 (5) : - Champion : 1980-81, 1981-82, 1987-88, 1996-97 et 1997-98. |

## Personnalités du club

### Présidents du club
- Javier Murillo
- José Luis Arcas

### Entraîneurs du club
- David Rodrigo
- José Luis Florencia
- David Giménez

### Anciens joueurs du club
| - Josep Ayala - Lluís Cortés - Enrique Llena | - Enrique Ribelles - Juli Sánchez | - Joan Toscano - Marc Vales |